# Talim
Talim (タリム?, Tarimu) è un personaggio della serie videoludica Soulcalibur della Namco. Fa la sua prima apparizione in Soulcalibur II. È stata disegnata da Aya Takemura e Takuji Kawano e compare in tutti i seguiti della serie ad eccezione di Soulcalibur Legends. Talim è il primo personaggio filippino ad essere introdotto in un gioco picchiaduro. Il suo nome nella lingua tagalog significa "lama affilata".

## Storia e concezione del personaggio
Talim usa come armi delle lame da gomito, chiamate tonfa e il suo design è stato creato per permetterle di ruotare attorno ad esse, innanzi tutto il genere, le misure fisiche e infine anche i dettagli dello sfondo sono volti a questo. Talim è stata animata col motion capture e la squadra ha lavorato insieme ai creatori della storia di Soulcalibur, rifinendo il ruolo del personaggio nella trama, come necessitava lo svolgimento del percorso. Le sue armi dovevano seguire il concetto del doppio utilizzo, ponendo l'enfasi sul fatto che le lame non fossero delle normali tonfa. Il personaggio è stato incluso per aggiungere un elemento femminile alla serie, ma che allo stesso tempo sarebbe apparsa come androgina.

### Biografia
Nel Villaggio del Vento Divino, Samar, viveva una tribù che poteva controllare il vento. Talim era la nipote dell'anziana del villaggio, Kalana, e figlia dello sciamano Lidi. A causa delle agitazioni portate dall'influenza della cultura spagnola e portoghese, è stata allevata come ultima sacerdotessa. Il giorno in cui il male si diffuse nel mondo, Talim sentì il vento, e un'aura malvagia divorò tutto ciò che animava il suo corpo, lasciandola in stato di incoscienza per molti giorni. Anni dopo, quando Talim aveva 15 anni, un uomo occidentale venne con uno strano frammento di metallo, dichiarando che quello fosse un amuleto della vita. 
Talim, tuttavia, riconobbe l'energia malvagia come quella che anni prima l'aveva abbattuta, e credette che fosse opportuno riportare il frammento al posto giusto, per riportare così la pace nel mondo, nonostante il cattivo presagio degli anziani. Avendo collezionato diversi frammenti, alla fine apprende che la sorgente della malvagità è una spada maligna chiamata Soul Edge. Sentendo l'energia malvagia, Talim viaggia attraverso le montagne e alla fine arriva in un mulino dove vive un bimbo malato. 
Un giovane, chiamato Hong Yon-Seong, giunge dopo di lei e cerca di curare il bambino, per poi scoprire che anche lui è sulle tracce della Soul Edge, quindi uniscono le forze. In ultimo Talim cura il bambino rilasciando tutta l'energia negativa dal suo corpo, attraverso il vento.
Una volta lasciato il mulino, si incammina con Yun-Seong per cercare la Soul Edge e incontra Seong Mi-na, così tutte e due convincono Yun che il potere della Soul Edge è troppo pericoloso per tentare di impossessarsene. Quando quest'ultimo sparisce, le due ragazze si dividono e quindi Talim ritorna a ricercare la spada da sola.

## Armi
Talim utilizza Syi Salika & Loka Luha, un paio di lame da gomito, simili a tonfa, usate dai sacerdoti del vento del sud est asiatico e il suo stile di combattimento è designato attorno alla sua cultura e al tema dell'uccello, enfatizzando attacchi orizzontali ravvicinati e la libertà di movimento. Molte delle armi e degli attacchi sono in lingua tagalog:
Wind Guide
Elbow Blades
Tonfa
Side Harpe
Double Crescent Blade
Chaqu
Cao Ankana
Maila Kari
Soul Edge (completa)
Soul Calibur
Soul Edge & Soul Calibur
Weight
Ocarina